# دامير ساديكوفيتش
دامير ساديكوفيتش هو لاعب كرة قدم بوسني في مركز الوسط، ولد في 7 أبريل 1995 في كولونيا في ألمانيا. لعب مع NK Krško Posavje ‏.

## وصلات خارجية
- دامير ساديكوفيتش على موقع الاتحاد الأوربي (الإنجليزية)
- دامير ساديكوفيتش على موقع قاعدة بيانات كرة القدم.إي يو (الإنجليزية)
- دامير ساديكوفيتش على موقع ناشيونال فوتبول تيمز (الإنجليزية)
- دامير ساديكوفيتش على موقع Soccerway.com (الإنجليزية)